# Giovanni Facheris
Giovanni Luigi Carlo Facheris (Treviglio, 30 luglio 1848 – Milano, 16 febbraio 1918) è stato un avvocato e politico italiano.